# Сильное (Луцкий район)
Си́льное (укр. Сильне) — село в Цуманской поселковой общине Луцкого района Волынской области Украины.
Код КОАТУУ — 0721886201. Население по переписи 2001 года составляет 619 человек. Почтовый индекс — 45230. Телефонный код — 3365. Занимает площадь 2,529 км².

## История
В «Списке населённых мест Волынской губернии» за 1906 год указывается, что в 1906 году село принадлежало к Цуманской волости Луцкого уезда Волынской губернии.
До 4 сентября 2018 года село было центром Сильненского сельского совета.
До 2020 года входило в Киверцовский район.

## Население
Согласно переписи населения УССР 1989 года численность наличного населения села составляла 655 человек, из которых 303 мужчины и 352 женщины.
По переписи населения Украины 2001 года в селе проживало 617 человек.